# Gabara fragilalis
Gabara fragilalis är en fjärilsart som beskrevs av William Schaus 1916. Gabara fragilalis ingår i släktet Gabara och familjen nattflyn. Inga underarter finns listade i Catalogue of Life.